# Faros Keratsiniou B.C.
Faros Keratsiniou B.C. (Griego: Α.Ο. Φάρος Κερατσινίου) es un equipo de baloncesto profesional griego, con sede en la ciudad de Keratsini, El Pireo, que disputa la competición de la A2 Ethniki. Fue fundado en 1971.

## Historia
El club fue fundado en 1971 por Stefanos Lachanis. Durante toda su existencia ha competido en categorías inferiores, hasta que en el año 2014 logró el ascenso de la División C griega, la cuarta categoría general, a la División B, tras quedar segundo, y al año siguiente repitió posición, ascendiendo a la A2 Ethniki.
El mayor éxito lo logró en 2016, tras llegar a la final de la Copa de Grecia, en la que cayó ante el Panathinaikos BC. Se convirtió en el tercer equipo en la historia en acceder a una final de copa sin pertenecer a la máxima categoría del baloncesto heleno, la A1 Ethniki, tras el Panellinios Atenas en 1987 y el Rethymno BC en 2007.
En 2017 se fusionó con el Gymnastikos S. Larissas, dando lugar al Gymnastikos S. Larissas Faros BC.

## Trayectoria
| Temporadas recientes | Temporadas recientes  | Temporadas recientes | Temporadas recientes | Temporadas recientes |
| Temporada            | División              | Nivel                | Posición             | Copa de Grecia       |
| -------------------- | --------------------- | -------------------- | -------------------- | -------------------- |
| 2013–14              | Greek C Basket League | 4º nivel             | 2º (15-5)            |                      |
| 2014–15              | Greek B Basket League | 3.er nivel           | 2º (22-5)            |                      |
| 2015–16              | A2 Ethniki            | 2º nivel             |                      | Finalista            |